# A Nyugi, Charlie! epizódjainak listája
Az alábbi lista a Nyugi, Charlie! című sorozat epizódjait listázza.
Charlie Goodson egy néhai baseball játékos, aki dühproblémái miatt kisiklatta a karrierjét, pedig óriási lehetőségek álltak előtte. A sportéletnek teljesen hátat fordított, és dühterapeutának tanult, hogy segíthessen másokon. Otthonában sajátságos csoportterápiákat vezet, melyeken mindenki kiadhatja, ami benne van. Betegei nem egyszer olyan problémákkal keresik fel, hogy azoktól maga, Charlie is padlót fog.

## Áttekintés
| Évad | Évad | Részek száma | Részek száma | Eredeti sugárzás | Eredeti sugárzás    | Eredeti adó | Magyar sugárzás | Magyar sugárzás    | Magyar adó |
| Évad | Évad | Részek száma | Részek száma | Évadbemutató     | Évadzáró            | Eredeti adó | Évadbemutató    | Évadzáró           | Magyar adó |
| ---- | ---- | ------------ | ------------ | ---------------- | ------------------- | ----------- | --------------- | ------------------ | ---------- |
|      | 1.   | 10           | 10           | 2012. június 28. | 2012. augusztus 23. | FX          | 2014. május 5.  | 2014. május 16.    | RTL II     |
|      | 2.   | 90           | 90           | 2013. január 17. | 2014. december 22.  | FX          | 2014. május 19. | 2015. augusztus 6. | RTL II     |

## Epizódlista

### Első évad (2012)
| Sor. | Év. | Cím                                                     | Rendező      | Író            | Premier                             | Nézettség        | Gyártási szám |
| --- | --- | ------------------------------------------------------- | ------------ | -------------- | ----------------------------------- | ---------------- | ------------- |
| 1. | 1.  | Dühterápia (Charlie Goes Back to Therapy)               | Andy Cadiff  | Bruce Helford  | 2012. június 28. 2014. május 5.     | 5,47 millió n.a. | 101           |
| A négy rendkívül különböző felfogású páciens beszélgetése folyton marakodásba torkollik. Charlie igyekszik viszonylag jóban lenni volt feleségével, eközben kizárólag szexen alapuló viszonyt folytat egy másik terapeutával, Kate-tel. |     |                                                         |              |                |                                     |                  |               |
| 2. | 2.  | Szerencsemalac (Charlie and the Slumpbuster)            | Gerry Cohen  | Kristy Grant   | 2012. június 28. 2014. május 6.     | 5,74 millió n.a. | 102           |
| Charlie megdöbben, amikor a foglalkozáson megjelenik egy csúnyácska nő, aki elmeséli, hogy fiatalon volt egy kalandja egy baseball játékossal. A problémái akkor kezdődtek, mikor nemrég egy baseballos babonát hallott, miszerint ha egy játékosnak nem megy a játék, megtörheti a balszerencsét, ha lefekszik a környék legrondább nőjével. Az ilyen nőt szerencsemalacnak nevezik. A játékos pedig egykor épp Charlie volt. |     |                                                         |              |                |                                     |                  |               |
| 3. | 3.  | Hosszú éjszaka (Charlie Tries Sleep Deprivation)        | Bob Koherr   | Dave Caplan    | 2012. július 5. 2014. május 7.      | 3,37 millió n.a. | 103           |
| Charlie egy kísérletbe vág bele csoportjával. Kipróbálják, milyen hatással van az alvásmegvonás az emberre. Az egész csoport beköltözik éjszakára Charlie otthonába. Charlie abban reménykedik, hogy a fáradtság hatására mindenki jobban megnyílik. |     |                                                         |              |                |                                     |                  |               |
| 4. | 4.  | Népszerűség (Charlie and Kate Battle Over a Patient)    | Andy Cadiff  | Bob Kushell    | 2012. július 12. 2014. május 8.     | 2,42 millió n.a. | 104           |
| Charlie és Kate vetekszenek, ki jobb terapeuta, Charlie-t érzékenyen érinti, hogy egyik páciense, Patrick inkább a barátnőjét választja. Kate-nek imponál a dolog, de nem akarja nagyon megbántani barátját. |     |                                                         |              |                |                                     |                  |               |
| 5. | 5.  | Dühös szellem (Charlie Tries to Prove Therapy is Legit) | Rob Schiller | Daley Haggar   | 2012. július 19. 2014. május 9.     | 2,65 millió n.a. | 105           |
| Charlie belezúg Jen dögös üzlettársába, Loriba. A terápiás csoportban Patrickkel adódnak problémák, aki azt hiszi, hogy anyjának dühös szelleme kísért a lakásban,és arra kéri Charlie-t, beszéljen vele. |     |                                                         |              |                |                                     |                  |               |
| 6. | 6.  | Kísértés (Charlie Dates Kate's Patient)                 | Sam Simon    | Shauna McGarry | 2012. július 26. 2014. május 12.    | 2,41 millió n.a. | 106           |
| Charlie rájön, hogy a lány, akivel randizik, Kate páciense, ennek ellenére lefekszik vele. A csoportterápián arra biztatja a betegeit, hogy amikor azt veszik észre, az önkontroll már nem segít, hívják fel és támogassák egymást. |     |                                                         |              |                |                                     |                  |               |
| 7. | 7.  | Aggódás (Charlie's Patient Gets Out of Jail)            | Gerry Cohen  | Michael Loftus | 2012. augusztus 2. 2014. május 13.  | 1,58 millió n.a. | 107           |
| Charlie börtönbéli csoportjából szabadon engedik az egyik rabot, akinek nincs hova mennie, és megkéri Charlie-t, hogy egy ideig lakhasson nála. Charlie akkor kezd aggódni, amikor látja, hogy volt feleségének tetszik a frissen szabadult rab. |     |                                                         |              |                |                                     |                  |               |
| 8. | 8.  | A túlbuzgó (Charlie Outs a Patient)                     | Rob Schiller | Brian Posehn   | 2012. augusztus 9. 2014. május 14.  | 2,10 millió n.a. | 108           |
| Charlie rossz szokása, miszerint beleavatkozik páciensei magánéletébe, ezúttal rosszul sül el, amikor Nolan végre szerez magának egy barátnőt. Charlie jót akar ugyan, de kiborítja a lányt, aki elhagyja Nolant. |     |                                                         |              |                |                                     |                  |               |
| 9. | 9.  | Charlie papa (Charlie's Dad Visits)                     | Bob Koherr   | Daley Haggar   | 2012. augusztus 16. 2014. május 15. | 2,05 millió n.a. | 109           |
| Charlie makacs és zsémbes apja, Martin, váratlanul meglátogatja a fiát, és közli vele, hogy a városba költözik, hogy közel legyen hozzá. A terápiás csoportban Charlie próbál hatni Lacey-re, aki folyton dührohamot kap vezetés közben. |     |                                                         |              |                |                                     |                  |               |
| 10. | 10. | Romantika (Charlie Gets Romantic)                       | Bob Koherr   | Janae Bakken   | 2012. augusztus 23. 2014. május 16. | 1,98 millió n.a. | 110           |
| Kate attól tart, hogy Charlie túlságosan kötődik hozzá, márpedig ő nem akar kapcsolatot. Jennifer és Charlie azt gomdolják, hogy lányuk, Sam leszbikus. Eközben a dühterápia csoportban Charlie komoly eredményt ér el. |     |                                                         |              |                |                                     |                  |               |

### Második évad (2013)
| Sor. | Év. | Cím                                                                                 | Rendező         | Író                 | Premier                               | Nézettség         | Gyártási szám |
| --- | --- | ----------------------------------------------------------------------------------- | --------------- | ------------------- | ------------------------------------- | ----------------- | ------------- |
| 11. | 1.  | Babaváró parti (Charlie Loses it at a Baby Shower)                                  | Steve Zuckerman | Michael Loftus      | 2013. január 17. 2014. május 19.      | 1,82 millió n.a.  | 201           |
| Charlie és Kate elmennek Charlie testvérének babaváró partijára. Kate nem szívesen megy, mert mindent elkövet, hogy kapcsolatuk ne legyen tipikus párkapcsolat. A csoportterápián mindenkinek meggyőződése, hogy Ed lánya leszbikus. |     |                                                                                     |                 |                     |                                       |                   |               |
| 12. | 2.  | Képzelt beteg (Charlie's Dad Starts to Lose It)                                     | Andy Cadiff     | Clay Graham         | 2013. január 17. 2014. május 20.      | 1,66 millió n.a.  | 202           |
| Charlie-nak egyre inkább az az érzése, hogy apja csak megjátssza az Alzheimer-kór tüneteit, és mindent elkövet, hogy rajtakapja a ravasz öregurat. Patrick segítségével Nolan jobban elboldogul, mint gondolná. |     |                                                                                     |                 |                     |                                       |                   |               |
| 13. | 3.  | Riválisok (Charlie and the Ex–Patient)                                              | Gerry Cohen     | Daley Haggar        | 2013. január 24. 2014. május 21.      | 1,34 millió n.a.  | 203           |
| Charlie randizni akar egy volt betegével, miután lejárt az öt év, amit az orvosi etika megkövetel. Hamarosan rájön, hogy a lány többi volt pszichiátere is ugyanebben mesterkedik, nagy a tolongás a lány körül. |     |                                                                                     |                 |                     |                                       |                   |               |
| 14. | 4.  | Öregfiúk (Charlie's Dad Breaks Bad")                                                | Bob Koherr      | Eric Weinberg       | 2013. január 31. 2014. május 22.      | 1,40 millió n. a. | 204           |
| Charlie nagyon megszidja apját, amikor a barátaival leisszák magukat a lakásán, és kiderül, hogy apja volt rossz hatással az új barátaira. Lacey segít Patricknek megleckéztetni gimnáziumi osztálytársát. |     |                                                                                     |                 |                     |                                       |                   |               |
| 15. | 5.  | Az ex (Charlie & Jen Together Again)                                                | Gerry Cohen     | Bob Kushell         | 2013. február 7. 2014. május 23.      | 0,99 millió n.a.  | 205           |
| Kate, aki egyébként irtózik a hagyományos kapcsolatoktól, féltékeny lesz, amint Charlie volt neje, Jen visszaköltözik néhány napra. A féltékenységre Martin is rásegít, aki újra együtt szeretné látni fiát és menyét. |     |                                                                                     |                 |                     |                                       |                   |               |
| 16. | 6.  | Csalódás terápia (Charlie and Deception Therapy)                                    | Andy Cadiff     | Eric Weinberg       | 2013. február 14. 2014. május 26.     | 0,93 millió n.a.  | 206           |
| Charlie úgy véli, itt az ideje belefogni egy csalódás terápiába, hogy segítsen Ednek legyőzni a dühét. Jennifer arra kéri Charlie-t, járjon Kate-tel, hogy ne legyen magányos. |     |                                                                                     |                 |                     |                                       |                   |               |
| 17. | 7.  | A tanárnő (Charlie Dates a Teacher)                                                 | Bob Koherr      | Michael Loftus      | 2013. február 21. 2014. május 27.     | 1,04 millió n.a.  | 207           |
| Charlie, miután bemegy az iskolába, és megismeri lánya tanárnőjét, azonnal randizni kezd vele. |     |                                                                                     |                 |                     |                                       |                   |               |
| 18. | 8.  | A sztár (Charlie & Cee Lo)                                                          | Gerry Cohen     | Daniel Dratch       | 2013. február 28. 2014. május 28.     | 1,20 millió n.a.  | 208           |
| Charlie-t egy híresség felveszi személyi terapeutának, ami azt jelenti, minden idejét kisajátítják. Egy sztárnak nem lehet nemet mondani. |     |                                                                                     |                 |                     |                                       |                   |               |
| 19. | 9.  | Szakértők (Charlie is an Expert Witness)                                            | Gerry Cohen     | Daniel Dratch       | 2013. március 7. 2014. május 29.      | 1,27 millió n.a.  | 209           |
| Charlie és Kate szakértőként vesznek részt egy bírósági tárgyaláson, de éppen ellentétes oldalon, így óriási a rivalizálás közöttük. Charlie házi feladatot ad Nolannek, hogy tisztába tegye az érzéseit. |     |                                                                                     |                 |                     |                                       |                   |               |
| 20. | 10. | A keresztelő (Charlie & Catholicism)                                                | Steve Zuckerman | Dave Caplan         | 2013. március 14. 2014. május 30.     | 0,85 millió n.a.  | 210           |
| Charlie apja egyre nagyobb nyomást gyakorol Jenre és fiára, hogy unokája legyen megkeresztelve, mígnem egyszer csak titokban elviszi Samet és megkeresztelteti. |     |                                                                                     |                 |                     |                                       |                   |               |
| 21. | 11. | Fejvadászat (Charlie Dates Crazy, Sexy, Angry)                                      | Andy Cadiff     | Kristy Grant        | 2013. április 4. 2014. június 2.      | 1,02 millió n.a.  | 211           |
| Kate féltékeny, mivel Charlie ismét találkozgat bolondos exével, Lorival. A terápiás csoport pedig igyekszik egy gazdag férjet keresni Laceynek. |     |                                                                                     |                 |                     |                                       |                   |               |
| 22. | 12. | Szoknyavadász (Charlie Gets Lindsay Lohan in Trouble)                               | Bob Koherr      | Dave Caplan         | 2013. április 11. 2014. június 3.     | 1,25 millió n.a.  | 212           |
| Lindsay Lohan felfogadja Charlie-t, hogy legyen a személyes terapeutája egy reklámfilm forgatáson, hogy megszabaduljon váratlan dühkitöréseitől. Ám Charlie, a nagy szoknyavadász csak bajt hoz rá. |     |                                                                                     |                 |                     |                                       |                   |               |
| 23. | 13. | Jó szomszédság (Charlie and Lacey Piss Off the Neighborhood)                        | Bob Koherr      | Daley Haggar        | 2013. április 18. 2014. június 4.     | 1,29 millió n.a.  | 213           |
| Úgy néz ki, Charlie új helyet lell keressen a csoportterápiára, miután Lacey csúnyán összeszólalkozik egyik szomszédjával. |     |                                                                                     |                 |                     |                                       |                   |               |
| 24. | 14. | Lóterápia (Charlie and Kate Horse Around)                                           | Bob Koherr      | Shauna McGarry      | 2013. április 18. 2014. június 5.     | 1,13 millió n.a.  | 214           |
| Miután Sam megtudja, hogy kedvenc lovát terápiás céllal egy farmra szállítják, Charlie arra gondol, a lóterápia a csoporton is segítene. |     |                                                                                     |                 |                     |                                       |                   |               |
| 25. | 15. | Románc (Charlie's Patients Hook Up)                                                 | Gerry Cohen     | Renée Estevez       | 2013. április 25. 2014. június 6.     | 0,68 millió n.a.  | 215           |
| Charlie arra próbálja figyelmeztetni Laceyt, hogy sokkal jobb pasit érdemel azoknál, akik megbántják. A lány úgy érzi, Charlie flörtöl vele. |     |                                                                                     |                 |                     |                                       |                   |               |
| 26. | 16. | A boríték (Charlie and Kate's Dirty Pictures)                                       | Bob Koherr      | Rob Ulin            | 2013. május 2. 2014. június 9.        | 0,95 millió n.a.  | 216           |
| Charlie munkát intéz Nolannek Kate-nél, hogy kémkedhessen utána. Nolan talál egy borítékot szexi képekkel, Charlie rettentő féltékeny lesz. |     |                                                                                     |                 |                     |                                       |                   |               |
| 27. | 17. | Hajrá! (Charlie Lets Kate Take Charge)                                              | Gerry Cohen     | Dave Caplan         | 2013. május 9. 2014. június 10.       | 1,13 millió n.a.  | 217           |
| Charlie és apja együtt edzenek egy baseball csapatot, ami azonnal problémákhoz vezet. Kate pedig átveszi Charlie csoportját, míg edzősködik. |     |                                                                                     |                 |                     |                                       |                   |               |
| 28. | 18. | Váltás (Charlie and the Break-Up Coach)                                             | Gerry Cohen     | Ray James           | 2013. május 16. 2014. június 11.      | 0,64 millió n.a.  | 218           |
| Jennifer lesz Patrick életmód tanácsadója, épp ezért versenyezni kényszerül Charlie-val. Lacey pedig facebook profilt készít Charlie apjának. |     |                                                                                     |                 |                     |                                       |                   |               |
| 29. | 19. | Provokátor (Az exem exe) (Charlie, Kate and Jen Get Romantic)                       | Andy Cadiff     | Bob Kushell         | 2013. május 23. 2014. június 12.      | 0,78 millió n.a.  | 219           |
| Provokátor: Charlie apja mindent elkövet, hogy újra összehozza fiát Jenniferrel, és nem válogat az eszközökben, hogy Charlie-t összeugrassza Kate-tel. Az exem exe: Charlie nem kis galibát okoz, amikor lefekszik Sean exével, aki valójában Jennifer, Charlie volt neje. Sean próbálja rávenni Charlie-t, hogy segítsen neki visszaszerezni Jent, ezért Charlie-nak lelkiismeret furdalása van.      |     |                                                                                     |                 |                     |                                       |                   |               |
| 30. | 20. | Szakítás (Charlie Breaks Up With Kate)                                              | Bob Koherr      | Eric Weinberg       | 2013. május 30. 2014. június 13.      | 1,02 millió n.a.  | 220           |
| Charlie próbálja megemészteni, hogy Kate szakított vele, és hogy Jennifer visszatért egyik korábbi pasijához, Seanhoz. A csoport eközben feladatot vállal az ingyenkonyhán. |     |                                                                                     |                 |                     |                                       |                   |               |
| 31. | 21. | Akasztják a hóhért (Charlie & His New Therapist)                                    | Gerry Cohen     | Renée Estevez       | 2013. június 3. 2014. június 16.      | 1,65 millió n.a.  | 221           |
| Charlie kénytelen dühterapeutát keresni magának, hogy átsegítse a nehéz időszakon, amit a Kate-tel való szakítás váltott ki. |     |                                                                                     |                 |                     |                                       |                   |               |
| 32. | 22. | Szextanfolyam (Charlie and Kate Start a Sex Study)                                  | Gerry Cohen     | Ray James           | 2013. június 6. 2014. június 17.      | 1,11 millió n.a.  | 222           |
| Charlie és Kate új szextanulmányba kezdenek, amihez nyitott párokat keresnek. Elkezdődik a jelentkezők válogatása. |     |                                                                                     |                 |                     |                                       |                   |               |
| 33. | 23. | A rivális (Charlie and the Secret Gigolo)                                           | Gerry Cohen     | Daniel Dratch       | 2013. június 10. 2014. június 18.     | 1,71 millió n.a.  | 301           |
| A rivális: Egy bíró épp Charlie csoportterápiájára küldi el Seant, volt felesége új pasiját. Ed, aki Patricknél lakik, meggyőzi őt, hogy vegyen egy tévét. A rivális: Charlie randizni kezd egy nővel, aki mindenfélét megszerelt a lakásában. A probléma csak az, hogy Monica exe számítógépes zseni, aki úgy áll bosszút, hogy a háztartási gépeket megbolondítja, így pokollá teszi Charlie életét. |     |                                                                                     |                 |                     |                                       |                   |               |
| 34. | 24. | Szexbarát (Charlie and His New Friend With Benefits)                                | Kevin Sullivan  | Bob Kushell         | 2013. június 13. 2014. június 19.     | 0,78 millió n.a.  | 302           |
| Kate-tel való szakítása után Charlie ismét szoknyavadászatba kezd. Talál is valakit magának, aki megelégszik azzal, hogy csak barátok legyenek, igaz, extrákkal. |     |                                                                                     |                 |                     |                                       |                   |               |
| 35. | 25. | Zűrös utas (Charlie and the Airport Sext")                                          | Gerry Cohen     | Shauna McGarry      | 2013. június 20. 2014. június 20.     | 0,92 millió n.a.  | 303           |
| Egy bíró épp Charlie csoportterápiájára küldi el Seant, volt felesége új pasiját. Ed, aki Patricknél lakik, meggyőzi őt, hogy vegyen egy tévét. |     |                                                                                     |                 |                     |                                       |                   |               |
| 36. | 26. | Gépek lázadása (Charlie and the Hot Nerd)                                           | Gerry Cohen     | Daley Haggar        | 2013. június 27. 2014. június 23.     | 1,21 millió n.a.  | 304           |
| Charlie a Tahoe-tóhoz viszi kirándulni a terápiás csoportot, hogy megünnepeljék, egy újabb mérföldkövet hagytak maguk mögött, ám ő hamar visszautazik, miután szakítós smst-t kap Kate-től. A reptéren a pökhendi Charlie-nak meggyűlik a baja a biztonsági szolgálattal. |     |                                                                                     |                 |                     |                                       |                   |               |
| 37. | 27. | Börtönterápia (Charlie Dates a Serial Killer's Sister)                              | Gerry Cohen     | Michael Loftus      | 2013. július 11. 2014. június 24.     | 1,09 millió n.a.  | 305           |
| Charlie, amikor épp a börtönbéli terápiás csoportjával dolgozik, a biztonsági ellenőrzésen megtetszik neki egy látogató. Azonnal randizni kezd vele, és fogalma sincs, hogy épp a csoportbéli sorozatgyilkos Wayne testvére, ami meglehetősen aggasztóvá válik. |     |                                                                                     |                 |                     |                                       |                   |               |
| 38. | 28. | Szerelmi háromszög (Charlie and the Cheating Patient)                               | Bob Koherr      | Kristy Grant        | 2013. július 18. 2014. június 25.     | 0,87 millió n.a.  | 306           |
| Charlie-nak meggyőződése, hogy a nőcsábász Sean megcsalja Jennifert Laceyvel. Ed és Patrick segítenek Nolannek, miután felhívja őket, hogy a lakásátr kirabolták, noha furcsállják az életkörülményeit. |     |                                                                                     |                 |                     |                                       |                   |               |
| 39. | 29. | Fogd és fuss! (Charlie and the Hit and Run)                                         | Gerry Cohen     | Rob Ulin            | 2013. július 25. 2014. június 26.     | 0,84 millió n.a.  | 307           |
| Ed beköltözik Martinhoz, a két nyugdíjas így megosztja a költségeket, és egyikük sincs egyedül. Charlie-nak gyanús, hogy apja elkezd jótékonykodni vele és volt feleségével. Kiderül, hogy Ed és Martin elgázoltak valakit, és apja fél a vagytonelkobzástól. |     |                                                                                     |                 |                     |                                       |                   |               |
| 40. | 30. | Jótét lélek (Charlie and the Virgin)                                                | Bob Koherr      | Shauna McGarry      | 2013. augusztus 1. 2014. június 27.   | 0,98 millió n.a.  | 308           |
| Charlie Kate tudta nélkül felajánlja szolgálatait Kate 32 éves szűz betegének, aki mindenáron meg akar szabadulni a szűzességétől. Jennifer rettentő mérges lesz, amikor Samen tetoválást lát. Bosszúból ő is rakat magára egyet, ekkor derül ki, hogy lányáé lemosható. |     |                                                                                     |                 |                     |                                       |                   |               |
| 41. | 31. | Versengés (Charlie Kills His Ex's Sex Life)                                         | Gerry Cohen     | Kristy Grant        | 2013. augusztus 8. 2014. június 30.   | 0,85 millió n.a.  | 309           |
| Charlie nagyon féltékeny lesz Jennifer új barátjára, Vászonra, aki egy fiatal hippi. Áthívja őket kerti partira, és be akarja bizonyítani, hogy noha idősebb, sok mindenben jobb. A versengés tragikus véget ér. |     |                                                                                     |                 |                     |                                       |                   |               |
| 42. | 32. | Börtönlázadás (Charlie and the Prison Riot)                                         | Gerry Cohen     | Clay Graham         | 2013. augusztus 15. 2014. július 1.   | 1,10 millió n.a.  | 310           |
| Charlie beviszi a kíváncsi Mike-ot egy foglalkozásra a börtönbéli csoportjához. A börtönben épp lázadás tör ki, és mindketten túszokká válnak. |     |                                                                                     |                 |                     |                                       |                   |               |
| 43. | 33. | Apró áldozat (Charlie and Kate Do It For Money)                                     | Bob Koherr      | Dave Caplan         | 2013. szeptember 5. 2014. július 2.   | 0,80 millió n.a.  | 311           |
| Miután Charlie és Kate kutatásától megvonják a támogatást, mindent be kell vetniük, hogy pénzt szerezzenek. Charlie óriási áldozatot hoz, randizni fog a kutatási összeg odaítélését elbíráló hölggyel. Nolan interneten összeszedett barátnőjéről kiderül, hogy 10 éves, és terrorizálja a fiút. Laceynek mentő ötlete támad.                                                                         |     |                                                                                     |                 |                     |                                       |                   |               |
| 44. | 34. | Jógaóra (Charlie and the Sting)                                                     | Gerry Cohen     | Daniel Dratch       | 2013. szeptember 12. 2014. július 3.  | 0,75 millió n.a.  | 312           |
| Lacey megkéri Martint, hogy kísérje el jógaórára, mert tetszik neki az oktató, aki rendkívül családcentrikus. Martin kissé túljátssza a szerepét. Charlie megdöbben, mikor kiderül, hogy valójában régi riválisa dönt a kutatási pénzről, akinek ráadásul tetszik Kate, és randira viszi. |     |                                                                                     |                 |                     |                                       |                   |               |
| 45. | 35. | Bulimánia (Charlie Gets the Party Started)                                          | Gerry Cohen     | Daley Haggar        | 2013. szeptember 19. 2014. július 4.  | 0,84 millió n.a.  | 313           |
| Charlie csalódottságában folyton bulizik, állandóan iszik, és megbízhatatlanná válik. Patrick szeretné, ha tájékoztatná a főnökét, hogy halad a terápiával, mert ettől függ az előléptetése. Lacey akaratán kívül rászoktatja Edet egy potencianövelő szerre. |     |                                                                                     |                 |                     |                                       |                   |               |
| 46. | 36. | A kamra titka (Charlie and the Grad Student)                                        | Bob Koherr      | Clay Graham         | 2013. szeptember 26. 2014. július 7.  | ?,? millió n.a.   | 314           |
| Charlie egy diáklányt visz gyakorlatra a csoporttetápiára. Ed aggódik, hogy Martin túl drága dolgokat vesz. Elhatározzák, hogy befogadna egy sérült veteránt, hogy bezsebeljék az állami támogatást. Végül már nagyban gondolkoznak, ami nem vezet jóra. Sean felfedezi, hogy a háza pincéje valójában egy szexkamra. Nagy bulikra készülnek Charlie-val.                                              |     |                                                                                     |                 |                     |                                       |                   |               |
| 47. | 37. | Csinibaba (Charlie's New Sex Study Partner)                                         | Bob Koherr      | Dave Caplan         | 2013. október 3. 2014. július 8.      | 0,66 millió n.a.  | 315           |
| Charlie pszichológust keres Kate helyére, hogy folyassa a szextanulmányt. Több jelöltet meghallgat, természetesen a legcsinosabb nőre esik a választása. Jennifer és Lacey összefognak, hogy megleckéztessék Seant, amiért mindkettejüket megcsalta. |     |                                                                                     |                 |                     |                                       |                   |               |
| 48. | 38. | XXL (Charlie and the Sex Addict)                                                    | Steve Zuckerman | Bob Kushell         | 2013. október 10. 2014. július 9.     | 0,68 millió n.a.  | 316           |
| Patricknek ruhákat kell terveznie túlméretes nőkre, de nem boldogul a feladattal. Ed, aki a nagydarab nőket szereti, segít neki, és csodák csodájára, siker lesz a dologból. Charlie felszed egy gyógyulófélben lévő szexfüggőt. |     |                                                                                     |                 |                     |                                       |                   |               |
| 49. | 39. | Extra fizetség (Charlie and the Hooker)                                             | Steve Zuckerman | Corinne Stikeman    | 2013. október 24. 2014. július 10.    | 0,62 millió n.a.  | 317           |
| Charlie egyik betege lányokat futtat, és különös módot talál a terápia kifizetésére. Charlie nem tiltakozik, amikor egy prostituálttal háláltatja meg a munkáját. Sean és Mike randizni készülnek. |     |                                                                                     |                 |                     |                                       |                   |               |
| 50. | 40. | Az ördög maga (Charlie and the Devil)                                               | Gerry Cohen     | Renée Estevez       | 2013. október 31. 2014. július 11.    | 0,69 millió n.a.  | 318           |
| Charlie csoportjába kerül egy új tag, aki azt állítja, ő az ördög maga. Nolan eladja neki a lelkét, csakhogy elintézze neki, hogy Lacey beleszeressen. Jennifer s Sam örülnek az új szomszédoknak, Martin próbálja rávenni Charlie-t a templomba járásra. |     |                                                                                     |                 |                     |                                       |                   |               |
| 51. | 41. | Az exem exe (Charlie and Sean and the Battle of the Exes)                           | Shelley Jensen  | Andy Roth           | 2013. november 7. 2014. július 14.    | 0,75 millió n.a.  | 319           |
| Charlie nem kis galibát okoz, amikor lefekszik Sean exével, aki valójában Jennifer, Charlie volt neje. Sean próbálja rávenni Charlie-t, hogy segítsen neki visszaszerezni Jent, ezért Charlie-nak lelkiismeret furdalása van. |     |                                                                                     |                 |                     |                                       |                   |               |
| 52. | 42. | Viszlát apanázs! (Charlie Helps Lacey Stay Rich)                                    | Gerry Cohen     | Rob Ulin            | 2013. november 14. 2014. július 15.   | 0,82 millió n.a.  | 320           |
| Laceytől gazdag indiai szülei meg akarják vonni az apanázst, és indiai szokás szerint érdekházasságra akarják kényszeríteni. Charlie segítségét kéri. Elhitetik a szülőkkel, hogy Laceynek már van vőlegénye. Immár csak jelöltet kéne találni. |     |                                                                                     |                 |                     |                                       |                   |               |
| 53. | 43. | Második esély (Charlie Loses His Virginity Again)                                   | Steve Zuckerman | Daniel Dratch       | 2013. november 21. 2014. július 16.   | 0,68 millió n.a.  | 321           |
| Charlie összefut azzal a nővel, akivel elveszítette a szüzességét, és mivel a nő azt mondja, gyorsan történt, ami történt, újabb esélyt kér, hogy bizonyítson. Mire kiudvarolja a második esélyt, kiderül, hogy összetévesztették valakivel. |     |                                                                                     |                 |                     |                                       |                   |               |
| 54. | 44. | A tudomány nevében (Charlie Does It for Science)                                    | Bob Koherr      | Michael Loftus      | 2013. december 5. 2014. július 17.    | 0,65 millió n.a.  | 322           |
| Egy riporternő Charlie kutatása iránt érdeklődik, és világossá teszi, hogy ki szeretné próbálni Charlie-val, aki nem ellenkezik. Az aktus közben a szenzorok úgy érzékelik, a lány szerelmes Charlie-ba. |     |                                                                                     |                 |                     |                                       |                   |               |
| 55. | 45. | Házi őrizetben (Charlie and Lacey Shack Up)                                         | Bob Koherr      | Daley Haggar        | 2013. december 12. 2015. június 4.    | 0,91 millió n.a.  | 401           |
| Laceyt házi őrizetre ítélik, mert megtépett valakit. A bírónőtől azt kéri, hogy terapeutája házába jelölje ki a házi őrizetet. A mit sem sejtő Charlie aláírja a papírokat. Lacey beköltözik, és elriasztja Charlie közeléből az összes nőt. |     |                                                                                     |                 |                     |                                       |                   |               |
| 56. | 46. | Füstbe ment terv (Charlie and the Christmas Hooker)                                 | Bob Koherr      | Shauna McGarry      | 2013. december 19. 2015. június 5.    | 0,94 millió n.a.  | 402           |
| Charlie karácsonyi terveit keresztülhúzza Ed, amikor elrabolja a kis Jézus figurát a karácsonyi jászolból. Az egész csoport segítsége kell ahhoz, hogy visszalopják. |     |                                                                                     |                 |                     |                                       |                   |               |
| 57. | 47. | Nyakig pácban (Charlie and the Pajama Intervention)                                 | Bob Koherr      | Dave Caplan         | 2014. január 23. 2015. június 8.      | 1,08 millió n.a.  | 403           |
| Iszákossága börtönbe juttatja Charlie-t, ráadásul meg is kell jelennie az etikai bizottság előtt. A csoportterápiájának tagjai kénytelenek új terapeuta után nézni, hogy helyettesítsék. |     |                                                                                     |                 |                     |                                       |                   |               |
| 58. | 48. | Sorozatgyilkos vőlegény (Charlie Sets Jordan Up with a Serial Killer)               | Bob Koherr      | Rob Ulin            | 2014. január 30. 2015. június 9.      | 0,75 millió n.a.  | 404           |
| Charlie meggyőzi Jordant, hogy adja ki magát Wayne menyasszonyának, aki a börtönterápia csoport egyik tagja. Arra nem gondol, hogy Wayne mi mindenre képes a menyasszonyáért. Patrick és Lacey szerencsejátékon elveszítik a pénz egy részét, amit a lány szülei adtak. |     |                                                                                     |                 |                     |                                       |                   |               |
| 59. | 49. | Az ikertesó (Charlie and the Twins)                                                 | Bob Koherr      | Clay Graham         | 2014. február 6. 2015. június 10.     | 0,74 millió n.a.  | 405           |
| Jordan az ikertestvérét várja, akivel sosem tudott jól kijönni, főleg miután lecsapta a kezéről a férjét. Jordan arra biztatja, hogy csábítsa el. Végül meggondolja magát, de akkor már késő. Charlie próbálja titokban tartani a történteket, sikertelenül. |     |                                                                                     |                 |                     |                                       |                   |               |
| 60. | 50. | A duett (Charlie and Sean Fight Over a Girl)                                        | Steve Zuckerman | Kristy Grant        | 2014. február 27. 2015. június 11.    | 0,72 millió n.a.  | 406           |
| Charlie és Sean versengenek Patrick egyik barátnője kegyeiért. Jordan egy alkoholról leszokó terápiás csoport előtt készül fellépni, és megkéri Patricket, énekeljen vele duettet. A fiú nagy nehezen belemegy. |     |                                                                                     |                 |                     |                                       |                   |               |
| 61. | 51. | Kísértés, Jennifer a neved (Charlie and the Last Temptation of Eugenio)             | Bob Koherr      | Bob Kushell         | 2014. március 6. 2015. június 12.     | 1,04 millió n.a.  | 407           |
| Charlie összefut régi barátjával, Eugenióval, és döbbenten látja, hogy pap lett az egykori nőcsábászból. Mivel tudja, hogy barátja szerelmes volt Jenniferbe, megkéri volt feleségét, hogy csábítsa el. Végül megbánja, de már késő. |     |                                                                                     |                 |                     |                                       |                   |               |
| 62. | 52. | A dögös szomszéd (Charlie and the Hot Latina)                                       | Bob Koherr      | Eric Weinberg       | 2014. március 13. 2015. június 15.    | 0,74 millió n.a.  | 408           |
| Charlie összefut apja El Salvador-i szomszédjával, és nagyon megtetszik neki a szexi latin lány, akinek családja ki akarja lakoltatni Matint és Edet a lakásból, mert már nem tudják elviselni őket. Charlie randizni kezd a lánnyal, ám amikor kiderül az igazság, áll a bál. |     |                                                                                     |                 |                     |                                       |                   |               |
| 63. | 53. | Az egérfogó (Charlie and His Probation Officer's Daughter)                          | Shelley Jensen  | Kimberly Altamirano | 2014. március 20. 2015. június 16.    | 0,88 millió n. a. | 409           |
| Charlie engedélye veszélybe kerül, amikor lefekszik a pártfogója titkárnőjével, aki történetesen nem csak a titkárnője, hanem a lánya is. Nolan a legnagyobb örömmel segít Laceynek megszabadulni egy egértől, hogy a közelében lehessen. Olyannyira belejön, hogy visszaengedi az egeret, hogy ismét segíthessen.                                                                                     |     |                                                                                     |                 |                     |                                       |                   |               |
| 64. | 54. | Pasi mérce (Charlie Gets Date Rated)                                                | Steve Zuckerman | Dave Caplan         | 2014. március 27. 2015. június 17.    | 0,67 millió n.a.  | 410           |
| Charlie megtudja, hogy létezik egy oldal, ahol a csajok osztályozzák és jellemzik a pasikat. Charlie el szeretné érni, hogy kitűnő minősítést kapjon, mert fel akar szedni egy lányt, aki csakis a Lizzie-n osztályozott, és mér kipróbált pasikkal randizik. |     |                                                                                     |                 |                     |                                       |                   |               |
| 65. | 55. | Elbaltázott lehetőség (Charlie and Jordan Go to Prison)                             | Bob Koherr      | Shauna McGarry      | 2014. április 3. 2015. június 18.     | 0,67 millió n.a.  | 411           |
| Charlie és Jordan kissé összekülönböznek, amikor Jordan elszúrja a lehetőséget, hogy kutatásukat publikálják. De Jordan szerint egy férfimagazin nem számít szaklapnak. Lacey új lakásba költözik, és döbbenten jön rá, hogy Nolan szomszédja lett. |     |                                                                                     |                 |                     |                                       |                   |               |
| 66. | 56. | Cipőmánia (Charlie and the Re-Virginized Hooker)                                    | Bob Koherr      | Michael Loftus      | 2014. április 10. 2015. június 19.    | 0,70 millió n.a.  | 412           |
| Míg Lacey elutazik, a csoport többi tagja úgy dönt, felújítják a lakását. Nolanre bízzák a bevásárlást, aki csupa cipő alakú holmit vásárol. Lacey imádja a berendezést. Jordan próbálja megakadályozni, hogy Charlie és Sasha folyamatosan szexeljenek. |     |                                                                                     |                 |                     |                                       |                   |               |
| 67. | 57. | Végzetes vonzerő (Charlie Catches Jordan in the Act)                                | Bob Koherr      | Kristy Grant        | 2014. április 17. 2015. június 22.    | 0,75 millió n.a.  | 413           |
| Patrick dühös, amiért riválisa beküldte pályázatát az Amerika legjobb tervezője versenyre, és ő még nem. Sean vállalja, hogy lesz a modellje. Jordan elkezdi a börtönterápiát, de azonnal beleszeret az első elítéltbe, Timbe, ami veszélybe sodorja karrierjét. |     |                                                                                     |                 |                     |                                       |                   |               |
| 68. | 58. | Az esküvőmentő (Charlie Spends the Night with Lacey)                                | Bob Koherr      | Eric Weinberg       | 2014. április 24. 2015. június 23.    | 0,59 millió n.a.  | 414           |
| Charlie megtudja, hogy Lacey exének esküvője lesz, és attól tart, hogy a lány valami őrültségre készül. Sean beteg, és arra kéri Jordant, hogy ápolja. A lány megsajnálja, de eszében sincs összejönni vele. Charlie elhiteti Laceyvel, hogy szerelmes belé, de csak el akarja kerülni, hogy a lány megjelenjen volt pasija esküvőjén.                                                                 |     |                                                                                     |                 |                     |                                       |                   |               |
| 69. | 59. | Sittes ajándék (Charlie Screws a Prisoner's Girlfriend)                             | Steve Zuckerman | Bob Kushell         | 2014. május 1. 2015. június 24.       | 0,56 millió n.a.  | 415           |
| Charlie-t megkéri az egyik börtönbéli dühterápia csoportos elítélt, hogy látogassa meg a barátnőjét, és vigye el neki a szülinapi ajándékát, egy patkányfogakból készült gyöngysort. Charlie ezúttal sem tud ellenállni egy nő bájainak, a baj akkor kezdődik, amikor másnap kiengedik az erőszakos bűnözőt a börtönből.                                                                               |     |                                                                                     |                 |                     |                                       |                   |               |
| 70. | 60. | Zsaruiszony (Charlie Cops a Feel)                                                   | Steve Zuckerman | Bob Kushell         | 2014. május 8. 2015. június 25.       | 0,65 millió n.a.  | 416           |
| Charlie randizgat egy rendőrnővel, ám amikor szakít vele, ő visszaél a hatalmával, és pokollá teszi Charlie életét. Eközben Jordan mindent elkövet, hogy összejöjjön egy kis alkalmi szex Seannal. |     |                                                                                     |                 |                     |                                       |                   |               |
| 71. | 61. | Csak ezt ne! (Charlie, Lacey and the Dangerous Plumber)                             | Steve Zuckerman | Daniel Dracht       | 2014. május 15. 2015. június 26.      | 0,72 millió n.a.  | 417           |
| Nem szívesen, de Charlie mégis megbíz egy börtönből frissen szabadult elítéltet, hogy végezzen el valami javítást a házában. Próbál bízni benne, de nem tud, folyton a nyomában van. Amikor rájön, hogy tetszik Laceynek, mindent elkövet, hogy a lányt lebeszélje erről a kapcsolatról. |     |                                                                                     |                 |                     |                                       |                   |               |
| 72. | 62. | Papa-mama terápia (Charlie and the Mother of All Sessions)                          | Bob Koherr      | Dave Caplan         | 2014. május 29. 2015. június 29.      | 0,50 millió n. a. | 418           |
| A terápiás csoporttagok mindegyikének gondja van a szüleivel. Charlie azzal lepi meg betegeit, hogy meghívja szüleiket egy foglalkozásra. Patrick apja helyett egy idegen érkezik, aki kapott az alkalmon, hogy Charlie fizette a költségeket. |     |                                                                                     |                 |                     |                                       |                   |               |
| 73. | 63. | Felebarátod húgát... (Charlie and Sean's Twisted Sister)                            | Bob Koherr      | Michael Loftus      | 2014. augusztus 4. 2015. június 30.   | 0,72 millió n.a.  | 419           |
| Sean megkéri Charlie-t, hogy eszébe ne jusson szexelni a húgával, aki látogatóba érkezik. Charlie természetesen megígéri, de nem tartja be. Próbálja később eltitkolni, de azonnal lebukik. |     |                                                                                     |                 |                     |                                       |                   |               |
| 74. | 64. | Édes hármas (Charlie Has a Threesome)                                               | Bob Koherr      | Daley Haggar        | 2014. augusztus 4. 2015. július 1.    | 0,56 millió n.a.  | 420           |
| Charlie barátnője meghívja még egy barátnőjét, így Charlie napjai és éjszakái édeshármasban telnek. A gond az, hogy Charlie úgy érzi, az új lány ki akarja sajátítani. Lacey jó pénzkereseti forrásnak találja eladni a petesejtjeit, és Jordan önéletrajzát használja reklámként. |     |                                                                                     |                 |                     |                                       |                   |               |
| 75. | 65. | Jóvátétel (Charlie and the Lap Dance of Doom)                                       | Bob Koherr      | Eric Weinberg       | 2014. augusztus 11. 2015. július 2.   | 0,56 millió n.a.  | 421           |
| Miután Charlie miatt kirúgják Seant a sztriptízbárból, megpróbálja neki visszaszerezni a munkáját, de anélkül, hogy barátja tudná, hogy miatta rúgták ki. |     |                                                                                     |                 |                     |                                       |                   |               |
| 76. | 66. | Elpuskázott interjú (Charlie Tests His Will Power)                                  | Bob Koherr      | Bob Kushell         | 2014. augusztus 11. 2015. július 3.   | 0,60 millió n.a.  | 422           |
| Charlie szeretne egy kis nyilvánosságot, hogy segíthessen egy férfin, aki 50 évig ült börtönben, mielőtt kiderült az ártatlansága. A riport enyhén szólva rosszul sült el. Sean és Jordan amiatt aggódnak, hogy kapcsolatuk kezd komolyra fordulni. |     |                                                                                     |                 |                     |                                       |                   |               |
| 77. | 67. | Leleplező hadművelet (Charlie and the Psychic Therapist)                            | Bob Koherr      | Kristy Grant        | 2014. augusztus 18. 2015. július 6.   | 0,67 millió n.a.  | 423           |
| Charlie és Jordan egy házaspárt játszanak, akiknek tönkrement a házasságuk, hogy így buktassanak le egy pszichiátert, aki csőbe húzta Edet. Nolan rájön, hogy a szegény afrikai kisfiú, akit éveken át segített, sokkal többre vitte, mint ő. |     |                                                                                     |                 |                     |                                       |                   |               |
| 78. | 68. | Ördögi terv (Charlie Gets Between Sean and Jordan)                                  | Bob Koherr      | Dave Caplan         | 2014. augusztus 18. 2015. július 7.   | 0,54 millió n.a.  | 424           |
| Lacey úgy szeretne könnyen pénzhez jutni, hogy eljátssza, kómába esett, és gyűjtést szervez saját magának. Ebből egy kis videót is készít a csoporttársak segítségével. Charlie azt hazudja Seannak, hogy Jordan szakítani akar vele, mert szeretné, ha Sean randizna. |     |                                                                                     |                 |                     |                                       |                   |               |
| 79. | 69. | A csoportnak lőttek (Charlie Does Times With the Hot Warden)                        | Bob Koherr      | Shauna McGarry      | 2014. augusztus 25. 2015. július 8.   | 0,53 millió n.a.  | 501           |
| A börtön, ahol Charlie és Jordan csoportterápiát tartanak a raboknak, új igazgatót kap. Az igazgató meg akarja szüntetni a csoportot, ám amikor kiderül, hogy az illető nő, Charlie mindent bevet, hogy jobb belátásra bírja. |     |                                                                                     |                 |                     |                                       |                   |               |
| 80. | 70. | A fecsegő (Charlie & The Warden's Dirty Secret)                                     | Bob Koherr      | Renée Estevez       | 2014. augusztus 25. 2015. július 9.   | 0,45 millió n.a.  | 502           |
| Charlie viszonyt folytat az új igazgatónővel, és próbálja rávezetni arra, hogy ne szüntesse meg a terápiás csoportot. Becky véletlenül olyan kijelentést tesz, amiből az derül ki, hogy fiatalon felnőtt anyagok keringtek róla. Charlie egészen véletlenül kikottyantja a titkát. |     |                                                                                     |                 |                     |                                       |                   |               |
| 81. | 71. | Akasztják a hóhért (Charlie and the Temper of Doom)                                 | Bob Koherr      | Bob Kushell         | 2014. szeptember 1. 2015. július 10.  | 0,62 millió n.a.  | 503           |
| Mivel Charlie-t dühterápiára kötelezik, Jordan veszi át a helyét a csoportban. Patrick, Ed, Nolan és Lacey képtelenek szót érteni Jordannal, aki túl emocionális, és rossz vicceket mond. |     |                                                                                     |                 |                     |                                       |                   |               |
| 82. | 72. | Kukaháború (Charlie Gets Trashed)                                                   | Bob Koherr      | Renée Estevez       | 2014. szeptember 1. 2015. július 13.  | 0,50 millió n.a.  | 504           |
| Charlie már egy ideje elégedetlen a szemétszállítóval, és miután az beteríti szeméttel a kocsibeállóját, elkezdődik a kukaháború. |     |                                                                                     |                 |                     |                                       |                   |               |
| 83. | 73. | A privát kopó (Charlie and the Case of the Curious Hottie)                          | Bob Koherr      | Dave Caplan         | 2014. szeptember 8. 2015. július 14.  | 0,49 millió n.a.  | 505           |
| Charlie és Sean rájönnek, hogy egy magánnyomozó van a nyomukban. Mivel egyikük sem feddhetetlen, nem tudják, melyiküket figyelik. Nolan és Lacey eközben ideiglenesen Nolan limuzinjába költöznek. |     |                                                                                     |                 |                     |                                       |                   |               |
| 84. | 74. | Próbáld ki a bőrömben! (Charlie Pledges a Sorority Sister)                          | Bob Koherr      | Andy Roth           | 2014. szeptember 8. 2015. július 15.  | 0,44 millió n.a.  | 506           |
| Jordan behúzza Charlie-t a csőbe, ugyanis mindig irigyelte, hogy Kellyt sose hagyják el a pasik, őt pedig igen. Ismerve Charlie-t, arra számít, hogy hamarosan dobja Kellyt is. Patrick nagy lehetőséget lát abban, hogy Lacey egy zenei producerrel jár. |     |                                                                                     |                 |                     |                                       |                   |               |
| 85. | 75. | Titkos randi (Charlie Plays Hide and Go Cheat)                                      | Bob Koherr      | Dave Caplan         | 2014. november 3. 2015. július 16.    | 0,55 millió n.a.  | 507           |
| Charlie egy magánnyomozóval randizik, akivel fogadást köt, hogy meg tudja csalni úgy, hogy a nő ne jöjjön rá. Amikor sikerül bebizonyítania, barátnője szakít vele. Lacey aktmodellkedést vállal Patrick festészeti óráján, amitől Nolan elkezd érdeklődni a művészet iránt. |     |                                                                                     |                 |                     |                                       |                   |               |
| 86. | 76. | A hacker (Charlie & the Revenge of the Hot Nerd)                                    | Bob Koherr      | Bob Kushell         | 2014. november 3. 2015. július 17.    | 0,49 millió n.a.  | 508           |
| Charlie újra összejön régi barátnőjével, aki számítógép-programozó. A lány meghackeli Charlie gépét, és átveszi az irányítást az élete fölött, ráadásul a bankszámláját is alaposan megcsapolja. Lacey és Patrick cselt szőnek, hogy Edet összehozzák valakivel. |     |                                                                                     |                 |                     |                                       |                   |               |
| 87. | 77. | A hatalom mámora (Charlie and the Curse of the Flying Fist)                         | Bob Koherr      | Daniel Dratch       | 2014. november 10. 2015. július 20.   | 0,51 millió n.a.  | 509           |
| Charlie segít Nolannak önbizalmat szerezni, és leszerelni a munkahelyén kellemetlenkedőket. Ám Nolan látva a hirtelen sikert, vérszemet kap, és agresszívabbá válik. Sean és Jordan rögtönzött jelenetekkel próbálják feldobni szerelmi életüket. |     |                                                                                     |                 |                     |                                       |                   |               |
| 88. | 78. | Átmeneti szállás (Charlie and the Houseful of Hookers)                              | Steve Zuckerman | Dave Caplan         | 2014. november 10. 2015. július 21.   | 0,44 millió n.a.  | 510           |
| Charlie kénytelen megengedni, hogy barátnője utcalányok átmeneti szállásává alakítsa a lakását. Jennifer úgy érzi, tuti pénzszerzési forrás a régi teáskannák ebay-en való árusítása, ezért felvásárol minden fellelhetőt. |     |                                                                                     |                 |                     |                                       |                   |               |
| 89. | 79. | Felpörögve (Charlie Gets Patrick High)                                              | Bob Koherr      | Eric Weinberg       | 2014. november 17. 2015. július 22.   | 0,73 millió n.a.  | 511           |
| Patrick önbizalomhiánnyal küzd, úgy érzi, nem méltó az álomállásra, ezért nem is akarja megpályázni. Charlie ezen próbál segíteni. Végül Patrick droggal próbál túllépni a gátlásain. Meg is felel az állásinterjún, de a drogteszten persze, elbukik. Lacey Edet használja arra, hogy bosszút álljon Seanon.                                                                                          |     |                                                                                     |                 |                     |                                       |                   |               |
| 90. | 80. | Segítség, tönkrementem! (Charlie and Lacey Go For Broke)                            | Bob Koherr      | Kimberly Altamirano | 2014. november 17. 2015. július 23.   | 0,67 millió n.a.  | 512           |
| Charlie, hogy visszarángassa Laceyt a realitás talajára, elhiteti vele, hogy dúsgazdag apja tönkrement, tehát dolgoznia kell. Lacey azonban a könnyebbik utat választja: eljegyezteti magát egy kibírhatatlan természetű milliomossal. Eközben Nolan kuncsaftokat próbál szerezni Sean sztriptíz bárjába.                                                                                              |     |                                                                                     |                 |                     |                                       |                   |               |
| 91. | 81. | Hálátlan hálaadás (Charlie & the Terrible, Horrible, No Good Very Bad Thanksgiving) | Bob Koherr      | Michael Loftus      | 2014. november 24. 2015. július 24.   | 0,68 millió n.a.  | 513           |
| Hálaadáskor Charlie szeretné meglepni Edet, akit megvisel, hogy elhagyta a felesége, ezért meghívja meglepetésvendégnek a hálaadási vacsorára. Ed azonban épp újonnan szerzett barátnőjével jelenik meg, és az este botrányosra sikerül. Jordan arra gyanakszik, hogy Sean megcsalja, ezért ő is jelenetet rendez.                                                                                     |     |                                                                                     |                 |                     |                                       |                   |               |
| 92. | 82. | Vegasi éjszaka (Charlie Rolls the Dice in Vegas)                                    | Bob Koherr      | Ron Rappaport       | 2014. november 24. 2015. július 27.   | 0,59 millió n.a.  | 514           |
| Egy Vegasban átmulatott éjszaka után Charlie rájön, hogy feleségül vette Sashát. Lacey képtelen felfogni, Nolan miért nem akar szexelni vele most, hogy végre teljesült az álma, és Lacey a barátnője lett. |     |                                                                                     |                 |                     |                                       |                   |               |
| 93. | 83. | Kalandvágyók, kíméljenek! (Charlie & the Return of the Danger Girl)                 | Bob Koherr      | Kristy Grant        | 2014. december 1. 2015. július 28.    | 0,53 millió n.a.  | 515           |
| Charlie, hogy kielégítse kalandvágyó barátnője igényeit, ejtőernyőzni tanul. Lacey és Patrick közös üzletbe fognak, női cipőket terveznek. A modellek sikeresek, már csak le kell gyártatni őket. Attól azonban mindketten óvakodnak, hogy távol-keleti gyerekmunkára építsék a cégüket. Az elfuserált cipőkre azonban csak gyerekkezek tudják visszaragasztgatni a strasszokat.                       |     |                                                                                     |                 |                     |                                       |                   |               |
| 94. | 84. | Titkos befektető (Charlie Gets in Bed With Jordan's Ex)                             | Bob Koherr      | Dave Caplan         | 2014. december 1. 2015. július 29.    | 0,42 millió n.a.  | 516           |
| Charlie-t felkeresi egy befektető, aki sok pénzzel támogatná a programját. A férfiról azonban kiderül, hogy Jordan volt férje, és ezt a tényt nem sokáig tudja titokban tartani. Azzal tisztában van, hogy Jordan hallani sem akar az exéről. |     |                                                                                     |                 |                     |                                       |                   |               |
| 95. | 85. | Álomcsapda (Charlie's Living the Dream)                                             | Bob Koherr      | Bruce Helford       | 2014. december 8. 2015. július 30.    | 0,60 millió n.a.  | 517           |
| Charlie egy vad álom fogságába esik, és nem tudja eldönteni, mikor álmodik, és mikor történnek valóságos dolgok. Mivel folyton részeg, és mindenhonnan elkésik, nem lepődik meg, hogy azt álmodja, másnaposan ébred, elkésve Ed évfordulójáról. Eközben a rabok Jordan szülinapjára készülnek egy meglepetéssel.                                                                                       |     |                                                                                     |                 |                     |                                       |                   |               |
| 96. | 86. | Szórakozott kerítőnő (Charlie Meets his Match)                                      | Bob Koherr      | Bob Kushell         | 2014. december 8. 2015. július 31.    | 0,57 millió n.a.  | 518           |
| A házasságközvetítő összehozza Charlie-t és Seant egy-egy egyedülálló nővel. A probléma csak az, hogy felcseréli a neveket. Így Charlie-nak jut a közönséges buta nő, Seannak pedig az okos. Charlie azon mesterkedik, hogy tudna cserélni barátjával. |     |                                                                                     |                 |                     |                                       |                   |               |
| 97. | 87. | Minden lében Charlie (Charlie and The Epic Relationship Fail)                       | Bob Koherr      | Andrew Roth         | 2014. december 15. 2015. augusztus 3. | 0,57 millió n.a.  | 519           |
| Charlie úgy látja, Lacey elégedetlen Nolannel, aki nem egy törtető ember, és legszívesebben otthon ücsörög egy doboz kekszet majszolva. Charlie közbeavatkozik, és azt tanácsolja neki, menjen egyedül bulizni. Jordan szerint ez óriási hiba volt. Seant kifosztja Ed és kártyás csapata. |     |                                                                                     |                 |                     |                                       |                   |               |
| 98. | 88. | A jó kislány (Charlie Gets Tied Up with A Catholic Girl)                            | Bob Koherr      | Bob Kushell         | 2014. december 15. 2015. augusztus 4. | 0,46 millió n.a.  | 520           |
| Martin, Charlie apja, bemutatja új barátnőjét, aki egy istenfélő, katolikus úriasszony. Charlie lelkére köti, hogy ne csábítsa el szintén istenfélő lányát, mert akkor romlanak a párkapcsolati esélyei. Charlie tudomásul veszi, de amikor a lány ajánlatot tesz neki, nem tud ellenállni. |     |                                                                                     |                 |                     |                                       |                   |               |
| 99. | 89. | Döntő szavazat (Charlie and the Sexy Swing Vote")                                   | Bob Koherr      | Dave Caplan         | 2014. december 22. 2015. augusztus 5. | 0,79 millió n.a.  | 521           |
| Charlie és Jordan folyton vitatkoznak minden döntésen. Megállapodnak abban, hogy felvesznek egy harmadik pszichológust, akinek a szavazata döntő lesz a vitás kérdésekben. A választás egy szexi nőre esik, így Charlie biztos benne, hogy majd mindenben mellette teszi le a voksát. Ám a kezdeti öröme rövid ideig tart.                                                                             |     |                                                                                     |                 |                     |                                       |                   |               |
| 100. | 90. | Járt utat a járatlanért... (Charlie & The 100th Episode)                            | Bob Koherr      | Bruce Helford       | 2014. december 22. 2015. augusztus 6. | 0,72 millió n.a.  | 522           |
| Charlie-nak sok pénzt ajánlanak, amennyiben elvállalja a pszichológusi állást egy menő baseball csapatnál. Mivel ő is játszott korábban, nagyon neki való feladat. Ám ehhez le kell mondania dühterápiás csoportjáról, de nem bírja sokáig nélkülük. |     |                                                                                     |                 |                     |                                       |                   |               |